# New Nigerian Bank FC
New Nigerian Bank FC – nigeryski klub piłkarski z siedzibą w mieście Benin, działający w latach 1970–1990, grający niegdyś w nigeryjskiej pierwszej lidze.

## Sukcesy
- I liga[1]:
  - zwycięstwo (1): 1985

- Puchar WAFU[2]:
  - zwycięstwo (1): 1983, 1984

## Występy w afrykańskich pucharach
| Sezon | Rozgrywki       | Runda | Kraj                     | Klub                   | Dom | Wyjazd | Dwumecz |
| ----- | --------------- | ----- | ------------------------ | ---------------------- | --- | ------ | ------- |
| 1986  | Puchar Mistrzów | 1     | Togo                     | ASFOSA                 | 2–0 | 2–0    | 4–0     |
| 1986  | Puchar Mistrzów | 2     | Wybrzeże Kości Słoniowej | Africa Sports National | 2–0 | 0–5    | 2–5     |

## Stadion
Domowe mecze klub rozgrywał na stadionie o nazwie Samuel Ogbemudia Stadium w Benin, który mógł pomieścić 30 tys. widzów.

## Reprezentanci kraju grający w klubie
Stan na styczeń 2023.
| - Wilfred Agbonavbare - Monday Agbontaen - Mark Anunobi - Sunday Eboigbe - Benson Edema | - Moses Effiong - Edema Fuludu - Stephen Keshi - Henry Nwosu - Peter Obanon |